# 20 grandes éxitos (álbum de Soda Stereo)
20 grandes éxitos es el segundo álbum recopilatorio de la banda de rock argentino Soda Stereo. Fue editado en Argentina en 1994 por el sello Sony Music Entertainment Argentina.

## Lista de canciones

### CD 1
1. Sobredosis de TV (Soda Stereo)
2. Dietético (Soda Stereo)
3. Trátame suavemente (Soda Stereo)
4. Nada personal (Nada personal)
5. Cuando pase el temblor (Nada personal)
6. Estoy azulado (Nada personal)
7. Prófugos (Signos)
8. Persiana americana (Signos)
9. Signos (Signos)
10. Vita-Set (Ruido blanco)

### CD 2
1. Pícnic en el 4º B (Doble vida)
2. En la ciudad de la furia (Doble vida)
3. Lo que sangra (La cúpula) (Doble vida)
4. Mundo de quimeras (Languis)
5. Un millón de años luz (Canción animal)
6. De música ligera (Canción animal)
7. Cae el sol (Canción animal)
8. Hombre al agua (Versión en vivo) (Rex Mix)
9. No necesito verte (Para saberlo) (Rex Mix)
10. Primavera 0 (Dynamo)

## Certificaciones
| País      | Organismo certificador | Certificación | Ventas certificadas | Ref.  |
| --------- | ---------------------- | ------------- | ------------------- | ----- |
| Argentina | CAPIF                  | Platino       | 60 000              | [ 1 ] |